# دالاس جونسون
دالاس جونسون (بالإنجليزية: Dallas Johnson)‏ هو لاعب دوري الرغبي أسترالي، ولد في 26 نوفمبر 1982 في أثرتون في أستراليا.

## روابط خارجية
- دالاس جونسون على موقع ItsRugby.co.uk (الإنجليزية)